# NGC 2677
NGC 2677 este o galaxie spirală situată în constelația Racul. A fost descoperită în 17 martie 1831 de către William Herschel.